# Гордон, Мария
Мария Матильда Гордон (англ. Maria Matilda Gordon, урождённая Огилви, Ogilvie, 30 апреля 1864, Монимаск, Абердиншир, Шотландия — 24 июня 1939, Лондон) — шотландская и британская учёная. Первая женщина, получившая степень доктора наук (D.Sc.) по геологии в Университетском колледже Лондона (1893) и докторскую степень (Ph.D) по геологии в Мюнхенском университете (1900). Одна из самых продуктивных геологов конца XIX — начала XX века в мире. Её запомнили как обладательницу быстрого, интуитивного понимания её предмета и огромного энтузиазма. Геологическое общество Лондона наградило её медалью Лайеля в 1932 году. Выдающаяся участница кампании за права женщин и равенство полов. Дама-командор Британской империи (1935), почётный доктор канонического и гражданского права Эдинбургского университета (1935).

## Биография
Мария Матильда Огилви родилась 30 апреля 1864 года в городе Монимаск в графстве Абердиншир. Училась в Ледиз-Колледже Торговой компании (ныне школа Мэри Эрскин) в Эдинбурге, Королевской академии музыки в Лондоне, университете Хериота-Уатта в Эдинбурге. В 1893 году стала первой женщиной, которая получила степень доктора наук (D.Sc.) по геологии в Университетском колледже Лондона за работу по геологии формаций Венген и Сан-Кассиано в Южном Тироле. Продолжила обучение в Мюнхенском университете, специализируясь на ископаемых и современных кораллах. В 1900 году Мария стала первой женщиной, которая получила докторскую степень по геологии в Мюнхенском университете. Получила отличие в геологии, палеонтологии и зоологии.
В 1895 году вышла замуж за доктора Джона Гордона (ум. 1919), абердинского врача и верного сторонника её карьеры. Затем родила троих детей. Даже будучи занятой материнством, продолжила свои полевые работы, часто путешествуя в одиночестве в горах, делая наблюдения и собирая образцы ископаемых. Все исследования Мария Гордон проводила в геологически сложных Доломитовых Альпах в Южном Тироле. Этот горный массив на севере Италии в настоящее время является объектом всемирного наследия ЮНЕСКО и популярным местом для катания на лыжах, а во времена Марии Гордон представлял собой отдаленный и изолированный регион.
Её ранняя работа известна теорией скручивания в земной коре (crust-torsion). Мария установила, что отличительные пики Доломитовых Альп образовались в результате толкающих, складывающих и скручивающих движений земной коры. Её идеи противоречили преобладающему тогда мнению, что пики были прежде коралловыми атоллами в древнем море. В 1901 году Мария перевела на английский язык труд немецкого геолога и палеонтолога Карла Циттеля «Geschichte der Geologie und Paläontologie bis Ende des 19. Jahrhunderts» (1899) — настоящий клад для геологов разных специальностей и историков науки и написала геологический гид по западным Доломитовым Альпам.
В последующие годы Мария Гордон опубликовала более 30 оригинальных работ по геологии этого региона. Некоторые из них стали определенными ориентирами для будущей работы в Южном Тироле.
Работы принесли ей широкое профессиональное признание сначала в Австрии, а затем в Италии. Геологическое общество Лондона наградило её медалью Лайеля в 1932 году.
На протяжении большей части своей жизни Мария Гордон была активной участницей борьбы за права женщин, поощряя женщин участвовать в политической жизни. В 1916 году избрана президентом National Union of Women Workers of Great Britain and Ireland (NUWW) (с 1928 года — National Council of Women of Great Britain). Мария создала National Women Citizens Association (NWCA, 1917—1975), первым секретарём которой стала Хелена Нормантон.
После смерти мужа, в 1919 году, переехала в Лондон со своими тремя детьми и стала активной участницей общественной жизни столицы. Она была назначена мировым судьей и была первой женщиной, возглавившей суд боро Лондона в Марилебоне (ныне Вестминстер). В 1919 году сформировала Совет по репрезентации женщин в Лиге Наций и была избрана почётным пожизненным президентом National Women Citizens Association.
Геологическое общество Лондона наградило её медалью Лайеля в 1932 году. В 1935 году она стала дамой-командором Британской империи, что стало признанием её неустанной кампании за права женщин и детей. Также признано её участие в женских группах, таких как Международный совет женщин, который всё ещё действует сегодня. В 1935 году стала почётным доктором канонического и гражданского права Эдинбургского университета.